# David Navara
David Navara (född 27 mars 1985) är en tjeckisk stormästare i schack. Han är rankad som nummer 14 i världen med ett rankingtal på 2720 (april 2007), vilket gör honom till den högst rankade tjeckiska spelaren.